# Zinovij Petrovič Rožestvenskij
Zinovij Petrovič Rožestvenskij (rusky Зиновий Петрович Рожественский; 30. říjnajul./ 11. listopadu 1848greg. Petrohrad – 14. leden 1909, Petrohrad) byl viceadmirál ruského carského námořnictva. 

## Život
Narodil se v rodině petrohradského lékaře. Od dětství ho lákalo moře a proto v šestnácti letech vstoupil do služeb ruského námořnictva, ale následně po několika letech služby nastoupil do dělostřelecké akademie, kde jako pětadvacetiletý absolvoval v roce 1873 v hodnosti poručíka. Po škole byl zařazen do komise pro dělostřelecký výzkum. Následně působil ve štábu vrchního velitele Černomořské flotily v Nikolajevu.
Když vypukla rusko-turecká válka, aktivně se jí zúčastnil. Získal řády, když projevil hrdinství dne 11. července 1877 na palubě lodi Věsty poškodil mnohem silnější turecký obrněnec Fechti-Bulend a donutil jej k útěku. Za své služby byl povýšen do hodnosti kapitána.
V roce 1878 se přiznal, že naopak on se svou lodí ustoupil před Turky. Část veřejnosti ho obdivovala, že se přiznal k vylhané slávě, druhá část ho odsuzovala - obě skupiny se divily, že nevrátil řády ani kapitánskou hodnost.
Byl jedním z velitelů v bitvě u Cušimy v rusko-japonské válce. Při bitvě byl zraněn střepinou do hlavy a později vzat do zajetí japonským císařským námořnictvem. Po uzavření Portsmouthského míru byl propuštěn a vrátil se do Ruska. V roce 1906 byl ruským válečným soudem společně s přeživšími důstojníky za neúspěšnou bitvu souzen. Svůj život dožil jako samotář v Petrohradě, kde zemřel na plicní onemocnění. Je pohřben na Tichvinském hřbitově.